# Longtian (köpinghuvudort i Kina, Hunan Sheng, lat 28,02, long 111,93)
Longtian (kinesiska: 龙田, 龙田镇) är en köpinghuvudort i Kina. Den ligger i provinsen Hunan, i den södra delen av landet, omkring 100 kilometer väster om provinshuvudstaden Changsha. Antalet invånare är 17 789. Befolkningen består av 8 800 kvinnor och 8 989 män. Barn under 15 år utgör 20,0 %, vuxna 15-64 år 65 %, och äldre över 65 år 13,0 %.
Runt Longtian är det tätbefolkat, med 476 invånare per kvadratkilometer. Närmaste större samhälle är Qingtangpu, 17,1 km väster om Longtian. I omgivningarna runt Longtian växer i huvudsak blandskog.
Genomsnittlig årsnederbörd är 1 668 millimeter. Den regnigaste månaden är maj, med i genomsnitt 267 mm nederbörd, och den torraste är oktober, med 52 mm nederbörd.